# Plan Daleth

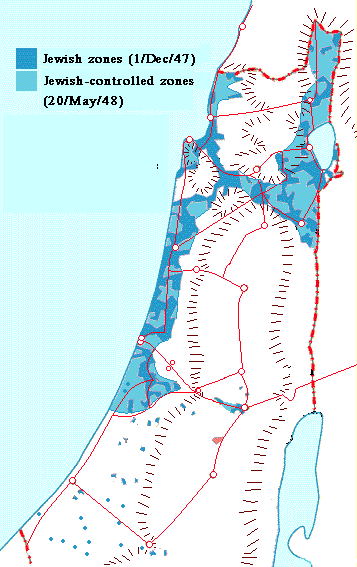
Zones contrôlées par le Yichouv en décembre 1947 (zones bleu foncé) et mai 1948, après la mise en œuvre du Plan Daleth (zones bleu clair)

Le plan Daleth ou plan D, (en hébreu, daleth ד est la quatrième lettre de l'alphabet hébraïque, similaire au « D » français) est le plan opérationnel établi par la Haganah en mars 1948, en prévision des opérations à mener lors de la guerre contre les Arabes qui s’annonçait. Il était pourvu de deux volets, l’un concernant la guerre contre les forces arabes et la conquête de la plus large part possible de la Palestine mandataire, l’autre visant à la conquête et la destruction des villages palestiniens, et à l’expulsion de leurs habitants.
Il est rédigé par Israël Ber et Moshe Pasternak, sous la supervision de Yigaël Yadin, chef des opérations de la Haganah. Son interprétation est sujette à discussion : certains des nouveaux historiens israéliens tels que Ilan Pappé, ou les historiens palestiniens comme Walid Khalidi le voient comme un programme généralisé d'expulsion des Arabes palestiniens, tandis que d'autres historiens israéliens, comme Benny Morris ou Yoav Gelber n'y voient qu'un plan d'opérations militaires restreint à un contexte militaire particulier.
Le plan comprenait des directives telles que l'encerclement et la fouille des villages palestiniens, l'expulsion de la population palestinienne et leur destruction.

## Contexte
Le contexte dans lequel se place le plan Daleth est important car les analyses en controverse en mettent en avant des aspects différents.

### Contexte démographique
Au moment de la fin du mandat britannique, on estime que la population de la Palestine est de près de deux million d’habitants, dont 650 000 Juifs et un peu moins de 1,3 million d’Arabes, essentiellement musulmans avec environ 10 % de chrétiens. Dans la partie de la Palestine allouée à Israël, les deux populations étaient équivalentes, avec une légère majorité d’Arabes (environ 590 000 Juifs et 660 000 arabes). Cette balance démographique était un cauchemar pour les dirigeants du Yichouv (d’autant plus que Ben Gourion ne voulait pas se contenter de la moitié de la Palestine) ; officiellement, ils souhaitaient la rééquilibrer par l’immigration de Juifs ; officieusement, une partie de ces dirigeants veut encourager l’émigration des Arabes, et l’expulsion est vue comme la seule solution par certains, dont Ben Gourion.

### Contexte militaire
Le plan Daleth est rédigé pendant la première phase du conflit judéo-arabe de 1947-1949. À ce moment, la Haganah est toujours sur une position défensive par rapport aux forces de l'Armée de libération arabe de Fawzi al-Qawuqji et à celles de la Jihad al-Muqadas d'Abdel Kader al-Husseini. Elle n'ose pas intervenir ouvertement tant que les Britanniques sont toujours responsables de l'ordre en Palestine mandataire. C'est d'ailleurs le 6 mars 1948, 4 jours avant l'adoption du plan Daleth, qu'al-Qawugji passe avec le gros de sa troupe le pont Allenby en Jordanie et repasse le 7 mars avec sa colonne motorisée sans que l'armée anglaise qui tient le pont ne réagisse.
Dès février 1948, Ben-Gourion a la certitude que l’armée juive sera assez forte pour conquérir une part substantielle de la Palestine et en expulser ses habitants arabes. Les forces israéliennes sont supérieures en nombre, qualité et armement à leurs homologues arabes : la Haganah compte 30 000 combattants dans ses rangs, dont une partie entraînés dans l’armée britannique, et les auxiliaires de la Hish sont 20 000. Si l’équipement en matériel lourd (blindés, aviation, artillerie) est limité, à partir du 15 mai les livraisons de Tchécoslovaquie permettent de pallier ce manque. La mobilisation fonctionne bien en Israël et les effectifs atteignent 80 000 combattants à la fin de l’été. Initialement, elle n’a face à elle que des paramilitaires sans équipement et mal ou pas entraînés ; les armées arabes ne disposent jamais de plus de 50 000 hommes, mal entraînés, et leur fournisseur, le Royaume-Uni, interrompt ses livraisons pendant toute la durée de la guerre. La Haganah essuie plusieurs revers importants : les cent mille Juifs de Jérusalem sont assiégés par les hommes d'Abdel Kader al-Husseini et il n'est plus possible de les ravitailler, tandis que la quasi-totalité du parc de véhicules blindés servant aux convois a été détruite. La situation d'isolement est la même pour les colonies de haute-Galilée, de la zone d'Hébron et du Néguev.

### Problématique de la minorité arabe du futur état juif
En novembre 1947, au moment du vote du plan de partage, la Palestine mandataire compte environ 600 000 Juifs pour 1 200 000 Arabes[source insuffisante]
À l'époque, au vu des antagonismes existant entre les communautés arabes et juives en Palestine, personne n'envisageait viable un État juif où ces derniers n'auraient pas été majoritaires et un transfert de population, comme celui qui s'est produit lors de l'indépendance de l'Inde et du Pakistan, qui aurait été inévitable. Dans ce contexte, il existait avant la guerre un « état d'esprit » au sein des autorités sionistes et britanniques sur la « nécessité » de procéder à des « transferts de populations » si la Palestine sous mandat britannique devait être partagée entre un état arabe et un État juif viables.

## Conception

### Plans antérieurs
Le premier plan d'opérations général des Juifs en Palestine pour s’assurer le contrôle exclusif d’une zone et une prédominance démographique date de 1937, quand la grande révolte arabe (1936-1939) pousse le colon britannique à envisager le premier plan de partage de la Palestine, le plan Peel. Deux évolutions sont rédigées en 1946, les plans B puis C, lorsque le Royaume-Uni annonce son futur départ de Palestine. Le plan C (ou guimel), élaboré en 1947, prévoit un certain nombre d’actions punitives : tuer les dirigeants politiques, les agitateurs, les gens qui financent le mouvement national palestinien, les Palestiniens qui ont lutté contre les Juifs, les officiers et hauts fonctionnaires palestiniens, attaquer les transports, les puits, les moulins, les villages palestiniens qui pourraient soutenir des agressions, les lieux de réunion (cafés, clubs, etc.). Il repose déjà sur les dossiers Villages. À peine achevé, Ben Gourion décide d’en élaborer une nouvelle version, le plan D ou Daleth qui est achevé le 10 mars 1948.
Officiellement, le plan D ou Daleth est appelé « plan Yehoshua », d’après l’officier de la Haganah Yehoshua Globerman (he) pressenti pour la diriger et abattu en décembre 1947 au volant de sa voiture. Il était très respecté, et a été nommé général à titre posthume. Des camps portent son nom en Israël.

### Dossiers Village
L’idée de dossiers consacrés à chaque village palestinien vient, à la fin des années 1930, de Ben Zion Luria, historien de l’université hébraïque. Il s’agit au départ d’un relevé topographique des villages, pour lequel on a recours à la photographie aérienne ; puis on y ajoute un exposé de l’éventuel passé hébraïque de ces villages.
Très vite, ils rassemblent toute l’information utile militairement sur chaque village de Palestine : cartes, population, clans en présence, militants ; ces dossiers sont compilés par des membres de l’université hébraïque et des membres des services de renseignement juifs à partir de 1940. De fréquentes réunions de son conseil dirigeant, avec Ben Gourion à sa tête, mettent au point les détails du plan de transfert des Arabes hors de Palestine dans l’éventualité d’une guerre, afin d’obtenir un État juif nettoyé de ses Arabes. Dans un premier temps, il avait été envisagé de demander au fonds national juif ces dossiers ; l’université hébraïque fournit quelques cadres enthousiastes : un topographe, des orientalistes, des photographes. Les informations relevées sont très nombreuses : topographie, routes d’accès, la qualité des terres, les sources, les revenus du village, sa composition socio-politique, les religions, les noms des moukhtars, les relations avec les autres villages, la liste des hommes entre 16 et 50 ans, celle de ceux qui sont hostiles au sionisme, et encore celle des Arabes impliqués dans grande révolte arabe, les familles qui ont perdu un membre dans le combat contre les Britanniques ; et enfin, ceux qui ont tué des Juifs. Des envoyés collectent toutes ces données, parfois en profitant de l’hospitalité arabe. Après 1943, les dossiers s’enrichissent de nouvelles données : élevage, terres cultivées, nombre d’arbres plantés, qualité de chaque plantation d’arbres fruitiers (et même parfois de chaque arbre), démographie, clans et affiliations politiques, le nombre de voitures, de commerces, les artisans ; après 1945, les dossiers s’enrichissent encore de données sur le nombre de pièces des maisons des notables des villages, le nombre de gardes (souvent nul) et de l’armement des villages (souvent inexistant ou antique). Enfin, en 1947, des listes de personnes à rechercher sont dressées village par village (souvent des membres du mouvement national palestinien), mais aussi les proches du mufti Amin al-Husseini et ceux qui ont combattu les Britanniques et les Juifs, ou encore les Palestiniens ayant été arrêtés par les Britanniques. Un ou deux pour cent des habitants étaient ainsi fichés comme "à rechercher". S’y ajoutent encore les noms des fonctionnaires du Mandat, la description des mosquées et le nom des imams L’espion Ezra Danin joue un grand rôle dans l’amélioration méthodique des dossiers après 1943, ainsi que le futur orientaliste et ambassadeur Yaacov Shimoni (de) et Tuvia Lishanski, spécialiste de l’expulsion des métayers arabes des terres rachetées par les Juifs. Un village de vacances est utilisé pour former les informateurs à côté de Fureidis.

### Mode d’élaboration
Le nouveau plan d’opérations est donc élaboré à partir de l’automne 1947, dans la maison rouge  de Tel Aviv, ou au domicile personnel de Ben Gourion. Ce dernier réunit à partir de février 1947 un petit comité autour de lui pour élaborer la politique menant à l’indépendance d’un État à majorité juive occupant la plus grande partie possible de la Palestine.
Ses réunions deviennent très régulières à partir d’octobre : un peu moins d’une par semaine en moyenne, avec parfois plusieurs jours de réunion successifs, et parfois plusieurs réunions dans la même semaine, jusqu’en mars 1948. Dans ce que Illan Pappé appelle le conseil consultatif, formé par Ben Gourion, sont réunis plusieurs personnes pour leurs compétences respectives :
- des militaires :
  - Yigaël Yadin ;
  - Yigal Allon, chef du Palmah et du front sud ;
  - Yitzhak Sadeh, chef des blindés ;
  - Israël Galili, du haut-commandement ;
  - Zvi Ayalon (en), front central ;
- des experts du monde arabe : Yossef Weiz, du service Installation du Fonds national juif ;
- Yohanan Ratner, conseiller stratégique de Ben Gourion ;
- pour le renseignement, qui avait collecté des informations contenues dans les dossiers "Village" : le colonel Isser Harel (futur chef des services de renseignement israéliens), Ezra Danin, Gad Mahnes (en) et Yehoshua Palmon ;
- des personnalités politiques sont occasionnellement présentes : Moshe Sharett, Eliahou Sasson (en) ;
- d’autres militaires sont présents occasionnellement : Moshe Kelman, Moshe Carmel, Shimon Avidan (en), Shlomo Shamir et Yitzhak Rabin.

Dans le processus d’élaboration, un fait inquiéta fortement les concepteurs du plan : la quasi-absence de réaction des Palestiniens à l’annonce du plan de partition, notamment parce qu’il avait besoin de prétextes pour présenter ses actions d’expulsion de village comme des représailles (tagmoul en hébreu) et non comme des actions préméditées. Une méthode de « reconnaissance violente » (hasiyour ha-alim) est mise au point : la Haganah fait une incursion dans un village, tente de dissuader les villageois de coopérer avec l’armée de libération arabe ; en cas de résistance, les soldats tirent partout. L’incursion se fait de nuit ; cette tactique est testée à Deir Ayoub et Beit Affa. Ce qui signale la particularité du plan Daleth : il est élaboré alors que les opérations contre les Arabes de Palestine ont déjà commencé ; il intègre donc les retours d’expérience du terrain au fur et à mesure.
À la réunion des 17-18 décembre, le comité décide de généraliser la destruction des villages palestiniens et d’en expulser ses habitants, disposition immédiatement approuvée par le comité de Défense du Yichouv. Il est également décidé d’adjoindre des officiers de renseignement aux troupes procédant à ces opérations de nettoyage. Lors d’un long séminaire de 3 jours à cheval entre 1947 et 1949, des plans précis d’expulsion sont demandés à Yossef Weiz, qui crée un comité de transfert (des Arabes). Le projet d’abandonner les représailles comme prétexte et d’adopter l’offensive est retenue, excluant tout accord entre communautés ; il est plusieurs fois affirmé que, une fois choisie une famille cible, tous doivent être ciblés, « hommes, femmes et enfants, coupables et non-coupables » afin d’expulser le plus de Palestiniens possibles. Le mot tihour (en hébreu : nettoyage) est systématiquement utilisé dans les ordres distribués aux unités.
Les opérations débutent avant que le plan ne soit totalement prêt, le comité consultatif de Ben-Gourion estimant que les dispositions favorables des grandes puissances pouvaient changer et que le moment était donc favorable, mais pouvait ne pas durer.
Le plan procède aussi par innovations à petite échelle sur le terrain ensuite intégrées au mode opératoire général. L’assaut sur Ghuweir, qui a lieu le 22 avril, près du lac de Tibériade, introduit ainsi quelques raffinements dans le mode opératoire. Une délégation de juifs connus des habitants du village est envoyée proposer une évacuation des hommes sans combat, tout en précisant que le Yichouv avait prévu d’expulser tout les villages arabes de la région. Après l’assaut, un tri est fait parmi les habitants, à deux niveaux : les Druzes sont autorisés à rester, quelque soit leur âge ou leur genre ; parmi les Arabes, les hommes de dix à trente ans sont séparés des autres habitants et envoyés dans des camps de prisonnniers.

## Description
Le plan Daleth est un document de 75 pages qui a fait l'objet de plusieurs mois de travail et est finalisé le 10 mars 1948. D'un point de vue militaire, il organise les missions des différentes structures armées de la Haganah, et prépare l'offensive.
Initialement Yadin pense le mettre en œuvre aux alentours du 15 mai, avec le départ des Britanniques. Néanmoins, étant donné les réalités militaires sur le terrain, dont le blocus de Jérusalem et des implantations isolées, et au vu du retrait avancé des troupes britanniques et des attaques et des menaces arabes, la mise en œuvre du plan Daleth est avancée au mois d'avril.
Le plan comprend des directives telles que la destruction de villages palestiniens par le feu, les explosifs et les mines, l'encerclement et la fouille des villages, et dans de nombreux cas de résistance, l'expulsion de la population palestinienne. La destruction des maisons et le piégeage des ruines visaient à rendre impossible tout retour des Arabes.
La traduction de l'introduction générale du plan Daleth est reprise sur le site mideastweb. En voici une synthèse.
« L'objectif de ce plan est de prendre le contrôle des zones de l'État hébreu, et de défendre ses frontières. Il vise également à gagner le contrôle des zones d'implantation et de concentration juives qui sont situées en dehors des frontières [de l'État hébreu] contre les forces régulières, semi-régulières, et les petits groupes [arabes] opérant à partir des bases extérieures ou intérieures à l'État ».
Les forces ennemies que l'État juif doit ou risque de devoir affronter sont : « les forces semi-régulières de l'Armée de libération (...), les forces régulières des pays voisins (...), de petites forces locales ». À cette date, les « forces régulières des pays voisins » ne sont pas encore entrées dans la guerre.
Les objectifs du Yishouv et de la Haganah sont au nombre de 6 :
1. « autodéfense contre l'invasion (...) protection de nos implantations, projets économiques vitaux et propriétés (...) lancer des contre-attaques pré-planifiées sur les bases et les lignes de ravitaillement ennemies au cœur de ses territoires, que ce soit à l'intérieur des frontières du pays ou dans les pays voisins »;
2. « Assurer la liberté des activités militaires et économiques à l'intérieur des frontières de l'État [juif] et dans les implantations juives à l'extérieur de ses frontières, en occupant et en contrôlant d'importantes positions en altitude au-dessus d'un certain nombre d'artères de communication »;
3. « Empêcher l'ennemi d'utiliser des positions à l'intérieur de son territoire qui pourraient aisément être utilisées pour lancer des attaques. Ce sera obtenu en les occupant et en les contrôlant »;
4. « Appliquer une pression économique sur l'ennemi en assiégeant certaines de ses villes afin de le forcer à abandonner certaines de ses activités dans certains secteurs du pays »;
5. « Restreindre les possibilités de l'ennemi en menant des opérations limitées : occupation et contrôle d'un certain nombre de ses bases rurales et urbaines à l'intérieur des frontières de l'État [juif] »;
6. « Contrôler les Services et propriété du gouvernement dans les frontières de l'État et assurer la fourniture en services publics essentiels d'une façon efficace ».

Pour atteindre ces objectifs, le plan Daleth confie les missions suivantes aux « différents services armés » :
1. « Renforcement du système défensif fixe conçu pour défendre les zones [juives] »;
2. « Consolidation de l'appareil de défense »;
3. « Déploiement dans les principales villes »;
4. « Contrôle des principales artères de transport nationales »;
5. « Encerclement des villes ennemies »;
6. « Occupation et contrôle des positions ennemies »;
7. « Contre-attaques à l'intérieur et à l'extérieur des frontières du pays ».

Dans le chapitre détaillant ce que signifie « Consolidation de l'appareil de défense », il est indiqué qu'il faut « organiser des opérations contre les centres de population ennemie localisés à l'intérieur ou près de notre système de défense, afin d'empêcher qu'ils ne soient utilisés comme base par une force armée active. Ces opérations peuvent être réparties dans les catégories suivantes :
- destruction des villages (en y mettant le feu, en les faisant sauter, et en plaçant des mines dans les débris), particulièrement ces centres de population qu'il est difficile de contrôler en permanence ;
- organisation d'opérations de recherche et de contrôle suivant les directives suivantes : encerclement du village et recherche à l'intérieur de celui-ci. Dans l'éventualité d'une résistance, la force armée [ennemie] doit être détruite et la population doit être expulsée en dehors des frontières de l'État.

Les villages vidés de la façon décrite ci-dessus doivent être inclus dans le système défensif fixe et doivent être fortifiés si nécessaires. »
Il est précisé que les villages doivent être totalement nettoyés de leurs habitants dans les cas de résistance prévisible, ou si le village occupe un emplacement stratégique. Or, l’occupation provoquant toujours une certaine résistance, même minime. Pour Ilan Pappé, il s’agit donc, dès le départ, d’un plan de nettoyage ethnique. Les plans détaillés remis aux douze brigades des FDI contiennent une liste des villages et quartiers à expulser, avec des dates à respecter. De même, il existe une version envoyée aux dirigeants politiques, dans laquelle sont mentionnés les moyens qu’ont les villages arabes d’éviter la destruction et l’expulsion ; la version opérationnelle envoyée aux officiers ne mentionne pas ces détails. De même, la version pour les politiques annonce que le plan sera mis à exécution à la fin du mandat, alors que les officiers reçoivent ordre de l’appliquer immédiatement. Dans cette version, une distinction est faite entre nettoyage (le-taher) et harcèlement (le-hatrid).
Dans le chapitre détaillant ce que signifie « Déploiement dans les principales villes », il est indiqué que les mêmes principes seront appliqués uniquement dans les villages arabes, mais il est ajouté, sans qu'il soit fait mention d'une éventuelle résistance, qu'il faut procéder à l'« Encerclement du secteur municipal arabe central et à son isolement des voies d'accès, ainsi qu'à l'arrêt de ses services essentiels (l'eau, l'électricité, le carburant, etc.), aussi complètement que possible ».
Dans le chapitre détaillant ce que signifie « Occupation et contrôle des positions ennemies », il est indiqué : « d'un point de vue général, le but de ce plan n'est pas de mener une opération d'occupation en dehors des frontières de l'État hébreu. Cependant, au sujet des bases ennemies se trouvant près des frontières et qui peuvent être employées comme tremplins pour une infiltration dans le territoire de l'état, celles-ci doivent être temporairement occupées [...] et doivent donc être incorporées à notre système défensif jusqu'à ce que les opérations cessent. »

### Répartition des rôles entre composantes de la Haganah
Un chapitre « missions des services armés » définit le rôle des différentes structures de la Haganah :
- le Lehi et l'Irgoun ne sont pas cités ;
- le Hir (force de garnison peu mobile de la Haganah) est chargé de la « défense des zones [juives], des postes isolés et fortifiés, et de la formation des réserves ». Soit un rôle essentiellement défensif, visant à libérer les forces mobiles qui mèneront les offensives ;
- le Hish (force mobile de la Haganah) est chargé à l'intérieur du système de défense juif, des « opérations pour bloquer les voies de communications ennemies ». « Dans des circonstances spéciales et exceptionnelles », le Hish pourra renforcer le Him dans son rôle défensif. « Des efforts devront être faits pour diminuer le nombre de ces cas ». L'objectif du Hish est donc prioritairement offensif, du moins dans le périmètre défensif juif. Il devra ainsi « organiser des contre-attaques locales impliquant des unités non-inférieures à une compagnie (des unités plus importantes doivent être utilisées si possible) » ;
- le Palmach, issu des commandos britanniques de la Seconde Guerre mondiale, est responsable des contre-attaques à l'intérieur et à l'extérieur des frontières du pays ». Il pourra être renforcé dans cette tâche par des unités du Hish.

En bref, le Palmach est chargé des contre-offensives de grande envergure, et le Him de la défense locale. Le Hish a un rôle charnière : il est surtout chargé des contre-offensives régionales, Mais il peut aussi renforcer localement le Him dans ses fonctions défensives, ou le Palmach dans ses grandes opérations nationales. Cette répartition des missions est surtout valable de mars à juin. Ensuite, la création de Tsahal modifie l’organisation du système de défense, et la répartition des unités militaires entre 3 forces (locales, régionales et nationales) devient caduque.
En ce qui concerne la partie nettoyage ethnique, le Palmach, la Haganah et l’Irgoun sont les unités qui sont chargées (ou se charge seule dans le cas de l’Irgoun) de l’occupation des villages arabes ; ceux-ci sont ensuite transférés à la Hish, qui est aussi responsable d’un certain nombre d’atrocités. Le Shay, service de renseignement de la Haganah, après avoir dirigé la constitution des dossiers Villages, a créé un réseau d’espions et d’informateurs qui a permis de désigner les Palestiniens à exécuter ou à arrêter lors de la guerre.

### Commissaires politiques
Les troupes devant prendre le contrôle (et détruire) les villages arabes sont accompagnées de commissaires politiques, chargés de motiver les troupes et de diminuer leurs réticences à tuer en diabolisant et déshumanisant les Arabes. Les références à la Shoah sont aussi nombreuses,.

### Transfert de propriétés
Le plan prévoyait le transfert de force des biens arabes (terres, bâtiments et comptes en banque) en des mains israéliennes, ce qui est légalisé par la loi sur la propriété des absents.

## Mise en œuvre
Le plan D est finalisé à la Maison rouge, siège de la Haganah à Tel Aviv. Le soir du 10 mars 1948, le plan détaillé est envoyé aux unités devant l’appliquer, avec une description détaillée du mode opératoire, incluant le siège des localités concernées, le bombardement, les incendies, les expulsions, la démolition des maisons et le piégeage des ruines pour empêcher tout retour. Chaque unité a sa liste de villages. La mise en œuvre est facilitée par la domination absolue des FDI sur leurs adversaires arabes : contrairement à la propagande israélienne, les Juifs ne courraient aucun risque d’anéantissement.
L’exécution du plan commence début décembre 1947, dès que le plan de partition de la Palestine est voté et qu’une occasion se présente : 75 000 Palestiniens quittent le pays en décembre. Les villes sont d’abord visées, qui abritent 250 000 Arabes. Après quelques escarmouches avec l’armée de libération arabe, la Haganah passe à l’offensive à partir de la mi-février : plusieurs villages sont vidés de leur population. La version finale du plan est rédigée le 10 mars, et à la fin avril, les grandes villes sont toutes occupées, et des massacres ont eu lieu ; 250 000 Palestiniens ont déjà quitté leurs foyers à cette date.
Cette mise en œuvre aboutit à un total de 800 000 Arabes expulsés, 531 villages arabes détruits, et 11 quartiers urbains vidés en six mois.

## Controverse
Il existe une controverse entre historiens autour de l'interprétation du plan Daleth. Les débats ne portent pas vraiment sur la dimension purement militaire du plan, mais plutôt sur son rôle dans l'exode des réfugiés arabes de la Palestine mandataire.
Dans la controverse, chaque partie souligne un contexte ainsi qu'un contenu différents pour mettre en avant son analyse.

### Directive d'expulsion
Dans un article intitulé « Plan Daleth: Master Plan for the Conquest of Palestine », l'historien palestinien Walid Khalidi présente le plan comme une ligne de conduite donnée à la Haganah pour l'expulsion des villages palestiniens. D'autres historiens palestiniens partagent ce point de vue, tels Sharif Kan'ana et Nur Masalha et l’américain Rashid Khalidi. L’historienne Rosemary M. Esber est également, dans ses recherches menées à partir de sources britanniques, arrivée à la conclusion d’un nettoyage ethnique en Palestine.
Walid Khalidi tire ses conclusions de plusieurs éléments du contexte liés au sionisme et à la guerre civile de 1947-1948 en Palestine mandataire et qui motivent le Plan Daleth tel qu'il le perçoit. Il considère ainsi que :
- les Juifs étaient confrontés à un problème territorial en tant que mouvement nationaliste sans territoire sous son contrôle ;
- le transfert de la population arabe hors de Palestine était dans leur esprit depuis Théodore Herzl et qu'il fut mis en avant par d'autres à plusieurs reprises bien que les mouvements sionistes, à l'exception des révisionnistes, restassent discrets sur ce point ;
- les Juifs ne pouvaient accepter de ne posséder qu'une faible proportion des terres cultivables dans la partie accordée à l'État juif par le plan de partition (1 500 000 de dounams cultivables seulement sur les 7 500 000 cultivables et les 13 000 000 de la surface totale) ;
- l'État juif tel que défini par le plan de partage était peuplé d'autant de Juifs que d'Arabes ;
- les Juifs étaient conscients de leur puissance [militaire] et le soutien des Soviétiques et des Américains au plan de partition « enfla » encore leur « ego » à ce niveau ; il souligne par ailleurs leur puissance militaire en mars 1948 juste avant la mise en œuvre du plan Daleth (les forces israéliennes étaient deux fois plus nombreuses, mieux équipées et entraînées que les forces arabes, et bénéficiaient d’une unité de commandement[7]) ;
- la défaite arabe palestinienne ne pouvait être effective que si les Arabes étaient « délogés », étant donné que malgré la « surpuissance » des Juifs, les Arabes étaient in situ ;
- le plan sioniste devait être mis en œuvre avant le 15 mai 1948, date à laquelle on pouvait s'attendre à ce que les armées régulières arabes interviennent pour respecter le statu quo en Palestine.

Walid Khalidi attire l'attention des lecteurs sur la section Contremesures du plan C (Gimmel) et la section Objectifs opérationnels des Brigades du plan Daleth ainsi que sur l'objectif du plan qui était le « contrôle de la zone donnée [aux Juifs] par les Nations unies et en addition, des zones occupées par [les Juifs] qui étaient en dehors de ses frontières et l'établissement de forces pour contrer l'invasion possible des armées arabes après le 15 mai ».
Dans la section 3b du plan, on trouve parmi les « Objectifs opérationnels des Brigades » comment traiter les « centres de populations ennemis occupés » :
« destruction de villages (y bouter le feu, les faire exploser et planter des mines dans les débris), en particulier les centres de population dont le contrôle continu est difficile. (...) Réaliser des opérations de recherche et de contrôle en fonction des lignes de conduite suivantes : encerclement de village et fouille de ceux-ci. En cas de résistance, les forces armées doivent être détruites et la population expulsée en dehors des frontières de l'État hébreu ».
Le nouvel historien israélien Ilan Pappé considère également le plan Daleth comme un « plan global d'expulsion », voire comme un plan de « nettoyage ethnique »,. Il considère que « le plan est le reflet d'un état d'esprit des soldats juifs avant, pendant et après la guerre, parfaitement résumé par les propos d'Ezra Danin (...) : les Arabes sur la terre d'Israël, il ne leur reste qu'une chose à faire, partir en courant ».

### Plan de préparation face à l'offensive arabe à venir
L'historien israélien Yoav Gelber place le plan dans le contexte de la guerre avec les Arabes palestiniens et y voit une réponse à la présence et aux incursions de l'Armée de libération arabe. À ce moment, suivant Yoav Gelber, Yigal Yadin n'envisage pas l'invasion des armées arabes mais des incidents équivalents à ceux qui se produisirent au cours de la Grande Révolte arabe de 1936-39. En se fondant sur son contenu, il y voit avant tout un plan de défense formulant les principes et les procédures d'actions ainsi que les missions et les objectifs à donner aux brigades de la Haganah, et pas comme la mise en forme d’une politique d'expulsion ; il souligne que cette interprétation ne se base que sur un seul paragraphe tiré d'un document de 75 pages, pris selon lui hors de son contexte et ignorant les objectifs du plan : la défense face à l'ALA. De plus, il souligne que le plan a été rédigé par des militaires tandis que la politique vis-à-vis des populations arabes était décidée soit localement, par les commandants sur le terrain et les conseillers aux affaires arabes, ou encore par les orientalistes » du cercle proche de Ben Gourion.
Le nouvel historien israélien Benny Morris partage globalement l'analyse de Yoav Gelber. Il décrit le plan Daleth comme « une directive pour sécuriser l'État Juif émergent et les blocs d'implantation en dehors du territoire de l'État en vue de l'invasion attendue pour ou après le 15 mai ». Il précise que « le plan Daleth n'était pas une directive politique pour l'expulsion des Arabes de Palestine. Il était gouverné par des considérations militaires et dirigé vers la réalisation d'objectifs militaires ». Le nouvel historien israélo-britannique Avi Shlaïm partage également cette analyse. Selon lui également, le Plan Daleth n'était pas une politique d'expulsion mais un plan militaire dont l'objectif était de sécuriser les zones allouées à l'État juif.
L'historien français Henry Laurens pense que « le plan Daleth a un but essentiellement militaire » et que « ce n'est pas un plan politique d'expulsion des populations arabes ». Toutefois, il ajoute qu'« en pratique, il l'implique, ce qui ne chagrine personne au niveau des autorités et des exécutants. » (...) Et de conclure : « pour cette période, on ne peut parler de politique d'expulsion préméditée et coordonnée par les principaux centres de décisions sionistes. ». Il souligne également son importance militaire en comparant la situation militaire le long du littoral - où l'homogénéité ethnique a selon lui facilité la guerre contre les Égyptiens - avec celle de Jérusalem qui, entourée de faubourgs arabes, s'est retrouvée assiégée par la Légion arabe.

### Documentation
- Walid Khalidi, Plan Dalet: Master Plan for the Conquest of Palestine, Journal of Palestine Studies, Vol.18, No1, Special Issue: Palestine 1948. Automn 1988, p. 4–33.
- Yoav Gelber, Palestine 1948, Sussex Academic Press, Brighton, 2006,  (ISBN 1845190750). Traduction française, Palestine 1948. Les provinciales 2013.
- Benny Morris, The Birth Of The Palestinian Refugee Problem Revisited, Cambridge University Press, UK 2003,  (ISBN 0521009677)
- Dominique Lapierre et Larry Collins, O Jérusalem, Robert Laffont, 1971,  (ISBN 2266106988)
- Ilan Pappé, La Guerre de 1948 en Palestine, La fabrique éditions, 2000,  (ISBN 226404036X)
- L'introduction générale du plan Daleth, traduite par Walid Khalidi et publiée par Yehuda Slutsky, Sefer Toldot Hahaganah (Histoire de la Haganah), Volume 3, Appendice 48, Tel Aviv, Zionist Library, 1972, p. 1956-1960, est reprise sur mideastweb.org
- Henry Laurens, Paix et guerre au Moyen-Orient, Armand Colin, Paris, 2005,  (ISBN 2200269773)